# مسابقه اتومبیل‌رانی در ونیز
مسابقه اتومبیلرانی در ونیز (به انگلیسی: Kid Auto Races at Venice) فیلمی کوتاه و صامت، به کارگردانی هنری لرمن با بازی چارلی چاپلین و تولید سال ۱۹۱۴ می‌باشد.
«مسابقه اتومبیلرانی در ونیز» اولین فیلمی بود که چارلی چاپلین در نقش ولگرد کوچولو ظاهر شد، اما مردم برای اولین بار، نقش ولگرد کوچولو را در فیلم مخمصه عجیب میبل دیدند. زیرا «مسابقه اتومبیلرانی در ونیز» دیرتر از «مخمصه عجیب میبل» اکران شد.

## داستان
گروه فیلمبرداری می‌خواهند از مسابقه اتومبیلرانی فیلم بگیرند، اما چارلی به جلوی دوربین می‌آید، ژست می‌گیرد و نمی‌گذارد آنها کارشان را بکنند. کارگردان او را کنار می‌کشد اما چارلی دوباره برمی گردد و این باعث درگیری آن دو می‌شود.

## بازیگران
- چارلی چاپلین - ولگرد
- هنری لرمن - کارگردان فیلم
- فرانک دی ویلیامز - فیلمبردار
- گوردون گریفیث - پسر
- بیلی جاکوبز - پسر
- شارلوت فیتزپاتریک - دختر
- تلما سالتر - دختر